# سلق
سلق (به عربی: سلق) یک ناحیه در یمن است که در استان حجه واقع شده‌است. سلق ۲۳۱ نفر جمعیت دارد.